# Bill Black
William Black, noto come Bill Black (Memphis, 17 settembre 1926 – Memphis, 21 ottobre 1965), è stato un musicista statunitense. Considerato tra i pionieri del rock and roll, è noto per le sue collaborazioni con Elvis Presley e per aver fondato la Bill Black's Combo.

## Biografia

### I primi anni
William Black nasce a Memphis, nello stato americano del Tennessee, nel settembre del 1926. È il primogenito di un suonatore di banjo e a 14 anni gli viene data una chitarra. Impara quindi a suonarla e a 16 anni si esibisce in locali notturni suonando pezzi di genere honky tonk.
Si arruola come soldato nella seconda guerra mondiale e si stabilisce a Fort Lee, in Virginia. È proprio a Fort Lee che conosce Evelyn, proveniente anch'ella da una famiglia molto dedita alla musica, e la sposa nel 1946. Fa quindi ritorno a Memphis e viene assunto in una fabbrica di pneumatici, la Firestone.

### Le collaborazioni con Elvis e Scotty Moore
Nel 1954 Black si aggrega a Scotty Moore e a Elvis Presley, formando i "Blue Moon Boys". Elvis inizia la sua carriera, dal 5 luglio, e inizia a suonare per l'etichetta Sun Records. Black e Moore lo seguono, e nascono le prime registrazioni in assoluto del neo-cantante, che saranno ricuperate poi per il suo primo disco. Nel 1955 Elvis però è già molto famoso, e arriverà per lui il momento di cambiare aria: firma il contratto che lo lega alla RCA e al nuovo manager, Tom Parker. Black continua a suonare per Elvis assieme a Moore, e a loro si aggiungono il batterista D. J. Fontana e un gruppo di coristi, i Jordaneires. Elvis così inizia la sua grandiosa carriera.

### La rottura con Elvis e la fondazione della Bill Black's Combo
Il manager, Parker, però, dà a Moore e Black una paga molto ristretta: e inoltre i due sono piuttosto all'ombra del successo di Elvis. La situazione nel 1957 diverrà insostenibile: i due lasceranno l'orchestra di Elvis, ma solo temporaneamente. Black e Moore infatti tornano con Elvis poco dopo. Moore rimane quindi con Elvis fino al 1968, ma Black, il più demotivato dei due, decide di rompere definitivamente con la band di Elvis.
Bill Black decide quindi di cambiare aria e fonda la Bill Black's Combo, del quale diventa il leader e bassista. I suoi compagni sono:
- Joe Lewis Hall al pianoforte;
- Reggie Young alla chitarra;
- Martin Wills al sassofono
- Jerry Arnold alle percussioni.

La band suona pezzi strumentali, i primi, e forse più famosi brani della Bill Black's Combo nel primo periodo sono Smokie e Smokie, Part 2.

### Lyn Lou Studio
Nel 1962 Bill Black apre uno studio di registrazione di nome Lyn Lou Studio (in onore dei suoi figli è proprio il titolo dello studio), nel quale inizia a suonare la Bill Black's Combo, che nel frattempo è diventata una band di successo, e del quale diventa il direttore. Ben presto però abbandona la band (della quale diviene leader Wilson Tucker), per dedicarsi agli affari dello studio discografico, alla famiglia e alla sua salute cagionevole.

### La morte
Nel 1963 viene diagnosticato un tumore cerebrale al musicista, il quale, il 21 ottobre del 1965, nonostante le cure e due interventi, muore in ospedale a 39 anni da pochi giorni compiuti.

## Curiosità
- Il contrabbasso, che Black usò durante le prime registrazioni con Elvis Presley, è stato acquistato in seguito dalla compianta Linda Eastman che lo regalò a suo marito Paul McCartney.